# 切版 (介面設計)
在介面設計的工作技能中，切版是指在一個（或多個）電子頁面中，將2D的使用者介面構圖版面設計，切分為多個使用者介面影像檔（數位資產）的過程。它通常是客戶端建立網頁（或網站）開發過程中的一部分，也被用於軟體開發和遊戲製作的使用者介面設計過程。
這個過程包含了以圖像軟體單一圖層影像檔格式或多個原生檔案格式切分版面。切分後，軟體可以將之存為各自獨立的影像檔，不論是大量處理過程或一次一個的儲存，通常為GIF、JPEG或PNG格式。多圖層的影像檔在同一圖像裡常帶有多個版本或狀態，經常用於動畫或部件。